# هاسل (زاکسونی)-آنهالت
هاسل (زاکسونی)-آنهالت (به آلمانی: Hassel) یک شهر در آلمان است که در Stendal واقع شده‌است. هاسل ۹۹۴ نفر جمعیت دارد.